# Ehretia
Ehretia P.Browne  è un genere di piante della famiglia delle Boraginacee.

## Etimologia
Il nome del genere è un omaggio all'illustratore botanico tedesco Georg Dionysius Ehret (1710–1770).

## Descrizione
Comprende specie arboree o arbustive, con foglie alterne, picciolate, con margine intero o dentato.
I fiori, pentameri, piccoli e poco appariscenti, sono disposti in infiorescenze terminali o ascellari e presentano un calice campanulato, pubescente, e una corolla di colore bianco, giallo o blu.

## Distribuzione e habitat
Il genere ha una distribuzione subcosmopolita, essendo presente nelle Americhe, nell'Africa subsahariana, in Asia tropicale e in Oceania.

## Tassonomia
Il genere comprende oltre 60 specie:
- Ehretia acuminata R.Br.
- Ehretia alba Retief & A.E.van Wyk
- Ehretia amoena Klotzsch
- Ehretia anacua (Terán & Berland.) I.M.Johnst.
- Ehretia angolensis Baker
- Ehretia aspera Willd.
- Ehretia asperula Zoll. & Moritzi
- Ehretia australis J.S.Mill.
- Ehretia bakeri Baker
- Ehretia changjiangensis F.W.Xing & Ze X.Li
- Ehretia coerulea Gürke
- Ehretia confinis I.M.Johnst.
- Ehretia cortesia Gottschling
- Ehretia corylifolia C.H.Wright
- Ehretia cymosa Thonn.
- Ehretia decaryi J.S.Mill.
- Ehretia densiflora F.N.Wei & H.Q.Wen
- Ehretia dichotoma Blume
- Ehretia dicksonii Hance
- Ehretia dolichandra R.R.Mill
- Ehretia dunniana H.Lév.
- Ehretia exsoluta R.R.Mill
- Ehretia glandulosissima Verdc.
- Ehretia grahamii Randell
- Ehretia hainanensis I.M.Johnst.
- Ehretia janjalle Verdc.
- Ehretia javanica Blume
- Ehretia kaessneri Vaupel
- Ehretia keyensis Warb.
- Ehretia latifolia Loisel.
- Ehretia longiflora Champ. ex Benth.
- Ehretia macrophylla Wall.
- Ehretia matthewii Kottaim.
- Ehretia meyersii J.S.Mill.
- Ehretia microcalyx Vaupel
- Ehretia microphylla Lam.
- Ehretia mollis (Blanco) Merr.
- Ehretia moluccana Riedl
- Ehretia namibiensis Retief & A.E.van Wyk
- Ehretia obtusifolia Hochst. ex A.DC.
- Ehretia papuana S.Moore
- Ehretia parallela C.B.Clarke
- Ehretia philippinensis A.DC.
- Ehretia phillipsonii J.S.Mill.
- Ehretia pingbianensis Y.L.Liu
- Ehretia psilosiphon R.R.Mill
- Ehretia resinosa Hance
- Ehretia retusa (G.Don) Wall. ex A.DC.
- Ehretia rigida (Thunb.) Druce
- Ehretia rosea Gürke
- Ehretia saligna R.Br.
- Ehretia scrobiculata  Hiern
- Ehretia seyrigii J.S.Mill.
- Ehretia siamensis Teijsm. & Binn. ex Gagnep. & Courchet
- Ehretia silvana R.R.Mill
- Ehretia timorensis Decne.
- Ehretia tinifolia L.
- Ehretia trachyphylla C.H.Wright
- Ehretia tsangii I.M.Johnst.
- Ehretia urceolata  W.Fitzg.
- Ehretia wallichiana Hook.f. & Thomson ex C.B.Clarke
- Ehretia wightiana Wall. ex G.Don
- Ehretia winitii Craib